# みんななかよし
『みんななかよし』は、NHK教育テレビジョンで1962年4月11日から1987年3月18日まで放送されていた小学校中学年向けの学校放送（教科：道徳）である。

## 概要
テレビドラマ仕立ての番組.

## 放送時間
いずれも日本標準時。
| 期間                          | 放送時間             |
| ----------------------------- | -------------------- |
| 1962年4月11日 - 1964年3月18日 | 水曜日 10:00 - 10:20 |
| 1964年4月06日 - 1969年3月17日 | 月曜日 10:00 - 10:20 |
| 1969年4月14日 - 1980年3月17日 | 月曜日 09:50 - 10:10 |
| 1980年4月14日 - 1985年3月11日 | 月曜日 09:45 - 10:00 |
| 1985年4月10日 - 1987年3月18日 | 水曜日 09:45 - 10:00 |

## 出演
1977年から1978年までは、当時劇団ひまわりの子役だった尾美利徳（後の尾美としのり）が主役を務めていた。また、後に声優・歌手として活動する笠原弘子は、本作の「主人公の妹」役でデビューしている。

## オープニング映像
末期のオープニング映像は、児童が鉄棒や平均台に興じている模様の実写映像に主題歌「みんななかよし」（作詞：北川幸比古、作曲：桑原研郎、歌：東京放送児童合唱団、演奏：新室内楽協会）を合わせたものになっていた。それ以前には, 16mmフィルムに収められた空撮映像が使われていた。

## スタッフ
- 作 - 横田弘行
- 音楽 - 横山菁児